# Kino (Russische band)
Kino (Russisch: Кино) was een Russische rockband geleid door Viktor Tsoi (Russisch: Виктор Цой). In de jaren 80 was de band een van de populairste bands in Rusland en genoot ook bekendheid in andere landen in het Oostblok. Door een fataal auto-ongeluk van Tsoi in 1990 kwam tevens een eind aan Kino. De muziekstijl van Kino is te vergelijken met die van new wave-bands als Joy Division, The Cure en The Smiths.

## De band
De band werd in de zomer van 1981 opgericht in Leningrad (tegenwoordig Sint-Petersburg) onder de naam Garin i giperboloidy, gebaseerd op een boek van Aleksej Tolstoj. Een jaar later werd de naam veranderd in Kino, Russisch voor bioscoop. Omdat popmuziek door de autoriteiten als 'anti-Sovjet' gezien werd, trad Kino voornamelijk op voor klein gezelschap bij muzikanten thuis.
In 1982 nam Kino samen met de band Aquarium het album 45 op. De naam refereert aan de lengte van dit album, 45 minuten. Na de komst van de glasnost kon de band publiekelijk optreden en nam de bekendheid van de band toe. In 1988, met het album Gruppa Krovi ('bloedgroep') en de film Igla waarin Tsoi de hoofdrol speelt, bereikt de band het hoogtepunt van haar faam.
In de twee volgende jaren trad de band op voor uitverkochte zalen in en buiten Rusland. Op 15 augustus 1990 kwam Viktor Tsoi om bij een auto-ongeluk nabij Riga (Letland). In zijn auto werd een muziekcassette gevonden met zangopnames en de band maakte hier postuum een album van. Hoewel het album naamloos is, wordt het steevast Chornyy Albom ('Het zwarte album') genoemd aangezien de hoes compleet zwart is.

## Discografie
| Originele titel               | Engelse titel                    | Jaar | Opmerking        |
| ----------------------------- | -------------------------------- | ---- | ---------------- |
| 45                            | 45                               | 1982 |                  |
| Неизвестные песни Виктора Цоя | The unknown works of Viktor Tsoi | 1982 | Demo's           |
| 46                            | 46                               | 1983 |                  |
| Начальник Камчатки            | The Master of Kamchatka          | 1984 |                  |
| Это не Любовь...              | This is not Love...              | 1985 |                  |
| Концерт в Рок-Клубе           | Live at The Rock Club            | 1985 | Live-album       |
| Ночь                          | Night                            | 1986 |                  |
| Концерт в Дубне               | Live in Dubna                    | 1987 | Live-album       |
| Акустический Концерт          | The Acoustic Concert             | 1988 | Live-album       |
| Группа Крови                  | Blood Type                       | 1988 |                  |
| Последний Герой               | The Last Hero                    | 1989 | Compilatie-album |
| Звезда по Имени Солнце        | A Star Called the Sun            | 1989 |                  |
| Черный альбом                 | The Black Album                  | 1990 |                  |
| История Этого Мира            | The Story of This World          | 2002 | Compilatie-album |
| Кино в кино                   | Kino in film                     | 2002 | Compilatie-album |
| Последние записи              | The final recordings             | 2002 | Compilatie-album |